# Frente Única Paulista
A Frente Única Paulista (FUP) foi a aliança política dos principais partidos do estado de São Paulo em Fevereiro de 1932, o Partido Republicano Paulista (PRP) e o Partido Democrático.
A Frente Única Paulista liderou o movimento paulista contrário ao governo provisório federal instituído com a Revolução de 1930, liderado por Getúlio Vargas. Entre as principais reivindicações do movimento estão a autonomia política para o estado de São Paulo, a nomeação de um interventor paulista e civil para o estado e a criação de uma nova Constituição Federal. Todas as reivindicações foram atendidas no início de 1932, com a nomeação de Pedro de Toledo como interventor (político paulista ligado à FUP), o que possibilitou plena reorganização política do estado de São Paulo de acordo com os interesses políticos da FUP, e o agendamento de uma eleição nacional para a formação de uma Assembleia Constituinte em março de 1933. Apesar de ter suas reivindicações atendidas, a FUP liderou um levante armado contra o governo provisório em julho de 1932 tendo em vista recuperar o controle do governo federal (perdido com a Revolução de 1930).